# Eckehard Quin
Eckehard Quin (* 25. September 1968) ist ein österreichischer Gewerkschafter, Vorsitzender der Gewerkschaft Öffentlicher Dienst (GÖD) und Vorstandsmitglied des Österreichischen Gewerkschaftsbundes (ÖGB). Quin engagiert sich zudem seit Jahrzehnten in der Personalvertretung, unter anderem als Vorsitzender-Stellvertreter im Zentralausschuss der Allgemeinbildenden höheren Schulen.

## Leben
Quin besuchte die Volksschule und das Gymnasium in Perchtoldsdorf, wo er 1986 mit Auszeichnung maturierte. Nach Absolvierung des Präsenzdienstes bei der Gardemusik Wien absolvierte er von 1987 bis 1993 das Lehramtsstudium Geschichte und Sozialkunde/Chemie, das er in beiden Fächern mit Auszeichnung abschloss. 1997 beendete er das Doktoratsstudium in Geschichte ebenfalls mit Auszeichnung. Nach seinem Studium arbeitete Quin ein Jahr lang als freischaffender Historiker, bevor er im Jahr 1998 seine Lehrtätigkeit an der AHS in Perchtoldsdorf aufnahm, an der er selbst maturierte.
Seine Arbeit im Bildungsbereich führte dazu, dass er bereits 2003 Besoldungsreferent und stellvertretender Vorsitzender der AHS-Gewerkschaft innerhalb der GÖD wurde, deren Vorsitz er ab 2010 innehatte. Seit dem Jahr 2013 ist er außerdem Mitglied im ÖGB-Bundesvorstand. Als Dienstrechtsverhandler für Lehrerinnen und Lehrer erlangte er mediale Aufmerksamkeit und wurde als „sanfter Scharfmacher“ und „ruhiger, elitärer und eloquenter Defensivspieler“ bekannt.
Im Jahr 2016 wurde er zum Bereichsleiter für Dienstrecht und Kollektivverträge und Mitglied des GÖD-Präsidiums. Am 16. November 2021 übernahm er die Position des Vorsitzenden-Stellvertreters innerhalb der GÖD. Beim ÖGB-Bundeskongress erfolgte am 22. Juni 2023 die Wahl von Quin in den ÖGB-Vorstand. Beim außerordentlichen GÖD-Bundeskongress am 12. September 2023 wurde Quin mit einem eindeutigen Votum von 90,99 Prozent zum neuen GÖD-Vorsitzenden gewählt.
Quin ließ verlauten, „man habe miteinander schon viele Meilensteine gesetzt, und er sei davon überzeugt, "dass wir gemeinsam noch viel mehr erreichen können".“
Quin lebt in Niederösterreich, ist verheiratet und hat zwei erwachsene Kinder.

## Wissenschaftliche Publikationen
- Eckehard Quin: „Der Friede ist unser Tod, der Krieg unser Leben“. Die katholische Widerstandslehre Frankreichs im späten 16. Jahrhundert. In: Thomas Angerer, Brigitta Bader-Zaar und Margarete Grandner (Hrsg.), Geschichte und Recht. Festschrift für Gerald Stourzh zum 70. Geburtstag (Wien 1999), S. 37–61.
- Eckehard Quin: Personenrechte und Widerstandsrecht in der katholischen Widerstandslehre Frankreichs und Spaniens um 1600. (Berlin: Duncker & Humblot 1999). ISBN 978-3-428-49413-2